# جون هامل (لاعب كرة قاعدة)
جون هامل (بالإنجليزية: John Hummel)‏ هو لاعب كرة قاعدة أمريكي، ولد في 4 أبريل 1883 في بلومسبورغ في الولايات المتحدة، وتوفي في 18 مايو 1959 في سبرينغفيلد في الولايات المتحدة.

## وصلات خارجية
- جون هامل على موقعبيزبول رفرنس.كوم (الدوري الرئيسي) (الإنجليزية)
- جون هامل على موقعبيزبول رفرنس.كوم (الدوري الثانوي) (الإنجليزية)